# Nainital Cantonment
Nainital Cantonment è una suddivisione dell'India, classificata come cantonment board, di 1.281 abitanti, situata nel distretto di Nainital, nello stato federato dell'Uttarakhand. In base al numero di abitanti la città rientra nella classe VI (meno di 5.000 persone).

## Geografia fisica
La città è situata a 29° 22' 47 N e 79° 28' 05 E.

## Società

### Evoluzione demografica
Al censimento del 2001 la popolazione di Nainital Cantonment assommava a 1.281 persone, delle quali 667 maschi e 614 femmine. I bambini di età inferiore o uguale ai sei anni assommavano a 99, dei quali 44 maschi e 55 femmine. Infine, coloro che erano in grado di saper almeno leggere e scrivere erano 1.052, dei quali 576 maschi e 476 femmine.